# Ламберпорт (Западна Вирџинија)
Ламберпорт (енгл. Lumberport) град је у америчкој савезној држави Западна Вирџинија.

## Демографија
По попису из 2010. године број становника је 876, што је 61 (-6,5%) становника мање него 2000. године.
| Група             | 2000.       | 2010.       |
| Белци             | 925 (98,7%) | 853 (97,4%) |
| Афроамериканци    | 4 (0,4%)    | 4 (0,5%)    |
| Азијати           | 1 (0,1%)    | 0 (0,0%)    |
| Хиспаноамериканци | 2 (0,2%)    | 9 (1,0%)    |
| Укупно            | 937         | 876         |